# Ван Зейл, Лиззи
Лиззи ван Зейл, часто встречается неправильное ван Зил (африк. Lizzie van Zyl; 1894, Оранжевое Свободное Государство — 9 мая 1901, Блумфонтейн, Колония Оранжевой реки) — девочка, которая в годы второй англо-бурской войны попала в Блумфонтейнский концентрационный лагерь, где и скончалась от болезни. 
Лиззи ван Зейл упоминается в дневниках британской активистки Эмили Хобхаус, прибывшей в Южную Африку в годы войны:

Она была хилым, слабым ребёнком, отчаянно нуждавшимся в хорошем уходе. Однако её мать была «нежелательным элементом» из-за того, что её отец не сдался и не предал свой народ, а потому Лиззи был назначен самый низкий рацион; через месяц пребывания в лагере она была настолько заморена голодом, что её перевели в небольшую новую больницу. Здесь с ней обращались грубо. Предоставленный англичанами доктор и его медсёстры не понимали её языка и, коль скоро она не говорила по-английски, приписали ей идиотию, хотя она была вполне нормальной и умственно здоровой. Однажды она, тоскуя, стала звать: «Мама, мама, хочу к маме!». Некая гражданка Бота подошла к ней, чтобы успокоить её, но была резко прервана одной из медсестёр, потребовавшей не общаться с этим ребёнком, который является сплошной неприятностью.Оригинальный текст (англ.)She was a frail, weak little child in desperate need of good care. Yet, because her mother was one of the "undesirables" because her father neither surrendered nor betrayed his people, Lizzie was placed on the lowest rations and so perished with hunger that, after a month in the camp, she was transferred to the new small hospital. Here she was treated harshly. The English disposed doctor and his nurses did not understand her language and, as she could not speak English, labelled her an idiot although she was mentally fit and normal. One day she dejectedly started calling for her mother, when a Mrs Botha walked over to her to console her. She was just telling the child that she would soon see her mother again, when she was brusquely interrupted by one of the nurses who told her not to interfere with the child as she was a nuisance
Вместе с описанием Лиззи ван Зейл Эмили Хобхаус приложила также фотографию девочки. На фотографии Лиззи ван Зейл выглядит абсолютно истощённой, превратившейся практически в скелет, что безусловно связано с тем, что она была заморена голодом. Незадолго до смерти Лиззи ван Зейл по Блумфонтейнскому концлагерю пронеслась эпидемия брюшного тифа. Ослабленный организм девочки не выдержал, и 9 мая 1901 года Лиззи ван Зейл скончалась от истощения и брюшного тифа.